# Station Oban
Oban is een spoorwegstation van National Rail in Argyll and Bute in Schotland. Het station is eigendom van Network Rail en wordt beheerd door ScotRail. 

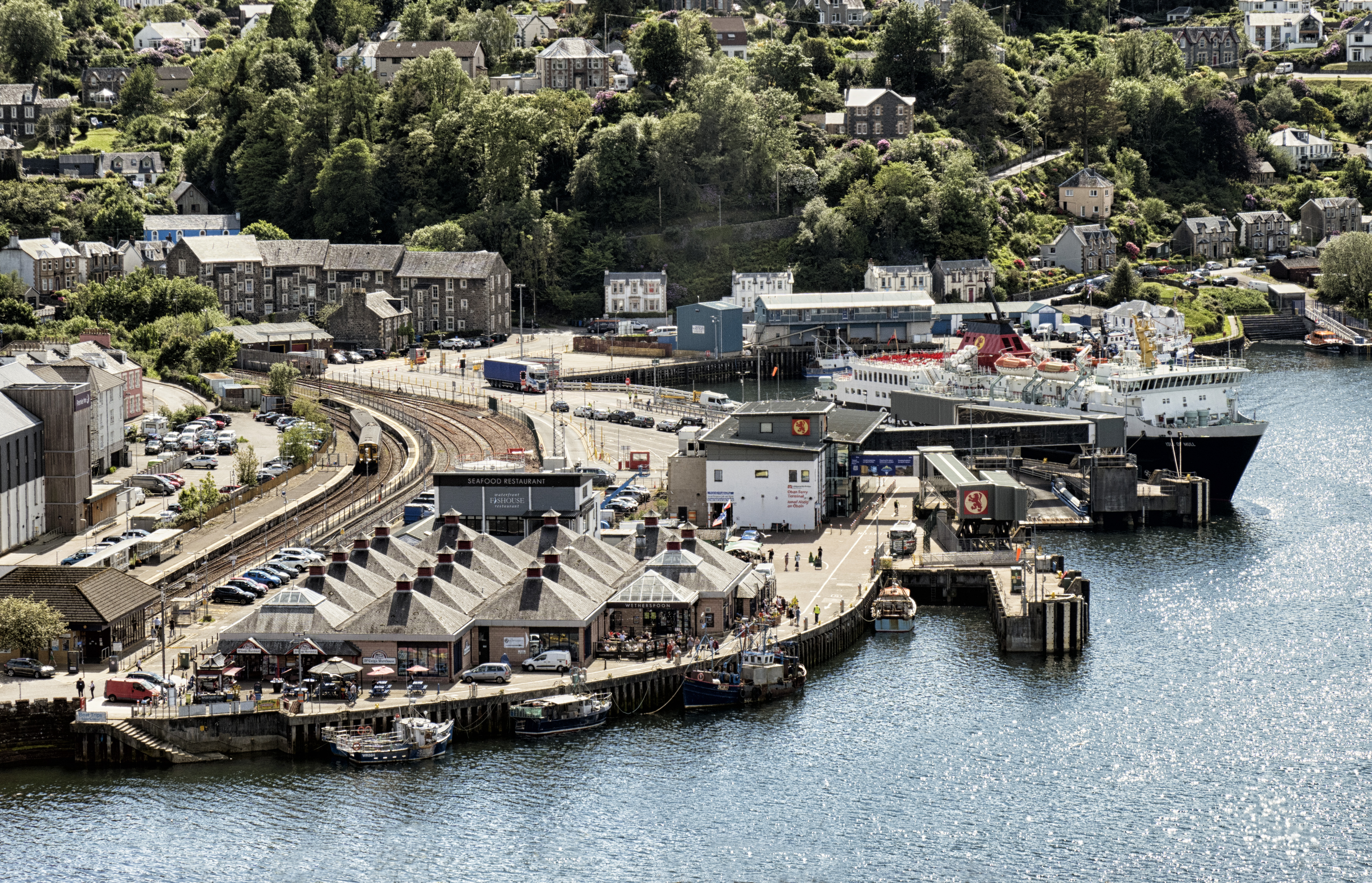
Station en veerhaven